# Ctenophora elegans
Ctenophora elegans là một loài ruồi thuộc chi Ctenophora.